# Абрамово (Большесельский район)
Абрамово — деревня в Большесельском районе Ярославской области России.
В рамках административно-территориального устройства относится к Вареговскому сельскому округу Большесельского административного района, в рамках организации местного самоуправления включается в Вареговское сельское поселение Большесельского муниципального района.

## Название
Деревня Абрамова указана на плане Генерального межевания Борисоглебского уезда 1792 года.

## География
Деревня находится в центральной части области, на востоке района, в зоне хвойно-широколиственных лесов, к востоку от Варегова болота, на расстоянии около 4 км от центра поселения села Варегово. Она стоит на окружённом лесами поле, на котором также стоит деревня Залужье, удалённая примерно на 500 м к юго-востоку от Абрамово.

### Климат
Климат характеризуется как умеренно континентальный, с коротким, относительно тёплым летом и продолжительной многоснежной умеренно холодной зимой. Среднегодовая температура воздуха +3…+5 °C. Средняя температура воздуха самого холодного месяца (января) −12…−10,5 °C; самого тёплого месяца (июля) +17,5…+18,5 °C. Вегетационный период длится около 123 дней. Годовое количество атмосферных осадков составляет 500—600 мм, из которых большая часть выпадает в тёплый период. Снежный покров держится в среднем 150 дней.

## История
Входила в состав Борисоглебского уезда Ярославской губернии, после упразднения которого в 1825 году вошла в Романовский уезд. По сведениям 1859 года деревня относилась к Романово-Борисоглебскому уезду.

## Инфраструктура
Личное подсобное хозяйство с зоной сельскохозяйственного использования, индивидуальная застройка усадебного типа.

## Транспорт
Деревня доступна автотранспортом с автодороги 78Н-0081.